# Messier 50
Messier 50 (M50 o NGC 2323) és un cúmul obert a la constel·lació de l'Unicorn. Va ser descobert per Charles Messier el 1772, tot i que, és possible que fos descobert abans del 1771 per Giovanni Cassini, i inclús per Odierna molt abans, el 1654.
M50 es troba a una distància d'uns 3.000 anys llum de la Terra. Té un diàmetre angular de 15x20. S'estima que posseeix prop de 200 components. L'estrella més lluminosa del cúmul és de tipus espectral B8 o B6 segons les fonts. El cúmul compta amb una estrella gegant vermella de tipus M a 7' als sud del seu centre, que contrasta amb les seves veïnes blanques i blaves. També conté algunes estrelles gegants grogues. La seva edat estimada és de 78 milions d'anys.